# Monolith Lake
Der Monolith Lake ist ein See auf der westantarktischen James-Ross-Insel. Er liegt südlich der Abernethy Flats und rund 2,5 km nordwestlich des Stickle Ridge.
Das UK Antarctic Place-Names Committee benannte ihn 1993 nach einem 12 m hohen Monolithen aus einer vulkanischen Brekzie am Südwestufer des Sees.